# Nava Mau

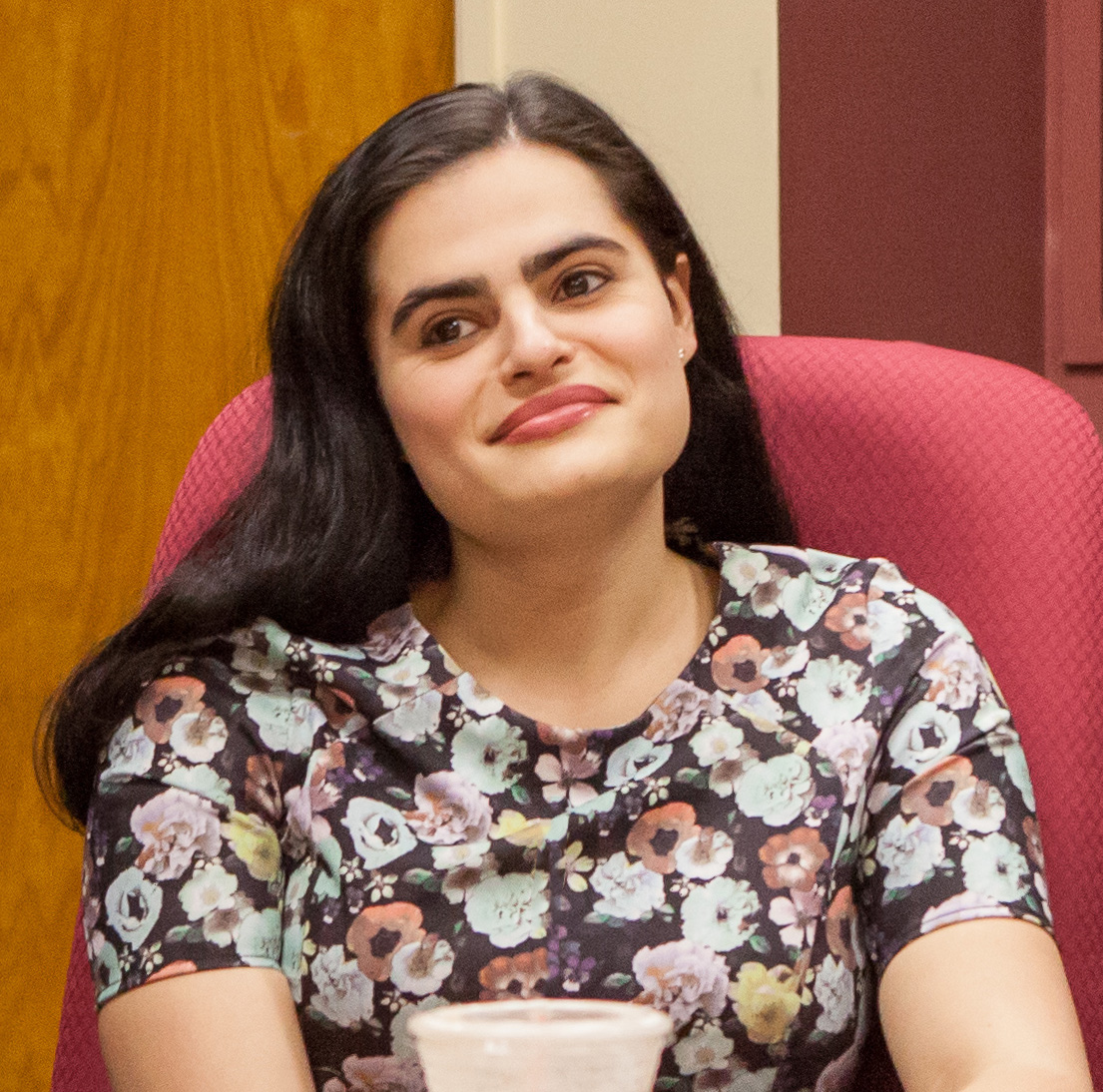
Nava Mau

Nava Mau (geboren am 14. Mai 1992 in Mexiko-Stadt, Mexiko) ist eine mexikanische Filmemacherin, Schauspielerin, Autorin und Produzentin.

## Leben und Karriere
Nava Mau wurde in Mexiko-Stadt als Kind einer Beraterin und eines Buchhalters geboren. Später wuchs sie in San Antonio, Texas, und Oakland, Kalifornien, auf. Mau erwarb einen Bachelor of Arts in Linguistik und Kognitionswissenschaften am Pomona College.
Anschließend war sie 2019 die Hauptdarstellerin, Regisseurin und Produzentin des Films Waking Hour. 2020 war sie als Produktionsstipendiatin für die Netflix-Dokumentation Disclosure zuständig und arbeitete als Produzentin an dem Kurzfilm Work. Unter anderem produzierte sie die Kurzfilme Sam's Town und Lovebites.
2021 spielte sie die Hauptrolle in der HBO Max Serie Generation. Für ihre Nebenrolle in der Netflix-Serie Rentierbaby wurde sie 2024 für einen Emmy nominiert.

## Privates
Mau ist eine Transfrau und hat in den meisten Produktionen, in denen sie mitgewirkt hat, Transfiguren dargestellt.

## Auszeichnungen
Mau wurde mit dem NewFest Audience Award und dem YoSoy Award der Hispanic Heritage Foundation für ihre filmische Arbeit ausgezeichnet.

## Filmografie
Filme
- 2019: Femenina
- 2020: Sam's Town
- 2022: Work

Serien
- 2021: Generation
- 2024: Rentierbaby (Baby Reindeer)
- 2025: You – Du wirst mich lieben